# 44º parallelo nord
Il 44º parallelo dell'emisfero boreale è il luogo dei punti della superficie terrestre aventi la latitudine di 44 gradi a nord dell'equatore.
Partendo dal Meridiano di Greenwich e andando verso Est, il parallelo 44° Nord attraversa i seguenti stati e mari:
| Coordinate                  | Stato, territorio o mare | Note |
| --------------------------- | ------------------------ | --- |
| 44°00′N 0°00′E              | Francia                  | Roquefort-sur-Soulzon, dipartimento dell'Aveyron (Occitania) |
| 43°59′56.86″N 10°06′53.68″E | Italia                   | Massa |
| 44°00′N 8°10′E              | Mar Mediterraneo         | Golfo di Genova |
| 44°00′N 10°06′E             | Italia                   | Passa poco a Nord di San Marino |
| 44°00′N 12°40′E             | Mar Adriatico            | Riccione (RN) |
| 44°00′N 15°02′E             | Croazia                  | Isole di Dugi Otok, Pašman e isole minori |
| 44°00′N 16°32′E             | Bosnia ed Erzegovina     | |
| 44°00′N 19°14′E             | Serbia                   | Per circa 3 km |
| 44°00′N 19°16′E             | Bosnia ed Erzegovina     | |
| 44°00′N 19°34′E             | Serbia                   | |
| 44°00′N 22°25′E             | Bulgaria                 | |
| 44°00′N 22°55′E             | Romania                  | |
| 44°00′N 26°13′E             | Bulgaria                 | |
| 44°00′N 27°41′E             | Romania                  | Per circa 15 km |
| 44°00′N 27°53′E             | Bulgaria                 | Per circa 4 km |
| 44°00′N 27°56′E             | Romania                  | |
| 44°00′N 28°40′E             | Mar Nero                 | |
| 44°00′N 39°11′E             | Russia                   | |
| 44°00′N 47°23′E             | Mar Caspio               | Passa poco a Nord delle Isole Chechen, Russia |
| 44°00′N 50°55′E             | Kazakistan               | |
| 44°00′N 56°00′E             | Uzbekistan               | |
| 44°00′N 61°26′E             | Kazakistan               | |
| 44°00′N 80°27′E             | Cina                     | Xinjiang — passa circa 22 km a Nord dalla città di Ürümqi |
| 44°00′N 95°30′E             | Mongolia                 | |
| 44°00′N 111°50′E            | Cina                     | Mongolia Interna Jilin — passa poco a Nord di Changchun Heilongjiang Jilin - per circa 2 km Heilongjiang - per meno di 1 km Jilin - per circa 10 km Heilongjiang Jilin - per circa 5 km Heilongjiang |
| 44°00′N 131°15′E            | Russia                   | |
| 44°00′N 135°32′E            | Mar del Giappone         | |
| 44°00′N 141°39′E            | Giappone                 | Isola di Hokkaidō: — Prefettura di Hokkaidō |
| 44°00′N 144°17′E            | Mar di Okhotsk           | |
| 44°00′N 144°54′E            | Giappone                 | Isola di Hokkaidō: — Prefettura di Hokkaidō - Penisola di Shiretoko |
| 44°00′N 145°10′E            | Stretto di Nemuro        | |
| 44°00′N 145°39′E            | Isole Curili             | Isole Kunashir, amministrate dalla Russia, ma reclamate dal Giappone |
| 44°00′N 145°48′E            | Oceano Pacifico          | Passa poco a Nord dell'isola di Shikotan, amministrate dalla Russia, ma reclamate dal Giappone |
| 44°00′N 124°08′W            | Stati Uniti              | Oregon Idaho Wyoming Dakota del Sud Minnesota Wisconsin |
| 44°00′N 87°41′W             | Lago Michigan            | |
| 44°00′N 86°28′W             | Stati Uniti              | Michigan |
| 44°00′N 82°45′W             | Lago Huron               | |
| 44°00′N 81°44′W             | Canada                   | Ontario |
| 44°00′N 77°00′W             | Lago Ontario             | |
| 44°00′N 76°16′W             | Stati Uniti              | New York Vermont New Hampshire Maine |
| 44°00′N 69°08′W             | Oceano Atlantico         | Golfo del Maine - passato poco a Sud dell'isola di Vinalhaven e Isle au Haut, Maine, Stati Uniti |
| 44°00′N 66°09′W             | Canada                   | Nuova Scozia |
| 44°00′N 64°40′W             | Oceano Atlantico         | |
| 44°00′N 59°46′W             | Canada                   | Nova Scotia - Sable Island |
| 44°00′N 59°45′W             | Oceano Atlantico         | |
| 44°00′N 1°21′W              | Francia                  | |